# Хуарун
Хуарун, Хураун — бог з головою сокола, сиро-палестинського походження, був подібний Хармахісу. Зображення Хуаруна знайшли в Танисі, де зображений Рамсес II в образі дитини, під опікою Хуаруна.